# Sis dies de Torí
Els Sis dies de Torí era una cursa de ciclisme en pista, de la modalitat de sis dies, que es corria a Torí (Itàlia). La seva primera edició data del 2001 i la darrera del 2018. El 2006 i entre el 2009 i 2016 no es va disputar. Marco Villa, amb quatre victòries, fou el ciclista que més vegades guanyà la cursa.

## Palmarès
| Any       | Primers                          | Segons                                | Tercers                              |
| --------- | -------------------------------- | ------------------------------------- | ------------------------------------ |
| 2001      | Ivan Quaranta · Marco Villa      | Bruno Risi · Kurt Betschart           | Adriano Baffi · Matthew Gilmore      |
| 2002      | Ivan Quaranta · Marco Villa      | Scott McGrory · Matthew Gilmore       | Bruno Risi · Kurt Betschart          |
| 2003      | Scott McGrory · Tony Gibb        | Martin Liska · Jozef Zabka            | Samuele Marzoli · Marco Villa        |
| 2004      | Ivan Quaranta · Marco Villa      | Martin Liska · Jozef Zabka            | Sebastián Donadio · Daniel Schlegel  |
| 2005      | Sebastián Donadio · Marco Villa  | Juan Curuchet · Walter Pérez          | Martin Liska · Jozef Zabka           |
| 2006      | No disputats                     |                                       |                                      |
| 2007      | Juan Curuchet · Walter Pérez     | Franco Marvulli · Marco Villa         | Alois Kankovsky · Petr Lazar         |
| 2008      | Bruno Risi · Franco Marvulli     | Sebastián Donadio · Ángel Darío Colla | Robert Slippens · Danny Stam         |
| 2009-2016 | No disputats                     |                                       |                                      |
| 2017      | Elia Viviani · Francesco Lamon   | Felix English · Marc Potts            | Roman Vassilenkov · Sergey Shatovkin |
| 2018      | Mattia Viel · Nicholas Yallouris | Yauheni Akhramenka · Raman Tsishkou   | Joseph Berlin-Sémon · Morgan Kneisky |